# Plinia inflata
Plinio inflata es un árbol de la familia Myrtaceae, nativo del noroeste de la Amazonia, conocido en Ecuador como mulchi. Crece entre los 0 y 500 m s. n. m.. 

## Descripción
Alanza hasta 9 m de altura. Es espinoso, con pelos color marfil de 1 a 1,5 mm de largo, delgado
Hojas de 9 a 15 cm de longitud. Glomérulos con 4 flores, con pétalos blancuzcos pequeños de 3 mm de largo. Los frutos con cáscara de color amarillo a anaranjado son periformes, y tienen una pulpa comestible blanca, muy agradable.